# StarDog and TurboCat
StarDog and TurboCat (bra Cão-Estrela e Turbo-Gato) é um filme de animação britânico de 2019, do gênero comédia, dirigido e roterizado por Ben Smith.
Foi inicialmente chamado de SpaceDog and TurboCat, mas foi renomeado para StarDog and TurboCat.

## Elenco
| Personagem | Vozes Originais  |
| ---------- | ---------------- |
| Buddy      | Nick Frost       |
| Felix      | Luke Evans       |
| Cassidy    | Gemma Arterton   |
| Sinclair   | Bill Nighy       |
| Bullion    | Ben Bailey Smith |
| Tinker     | Charli D'Amelio  |
| Peck       | Cory English     |
| Alex       | Morgan Cambs     |
| David      | Ben Smith        |
| Victor     | Dan Russel       |
| Todd       | Robert G. Slade  |